# Conseil européen des communautés juives
Le Conseil européen des communautés juives (CECJ ou encore en anglais ECJC - European Council of Jewish Communities) est une organisation qui coordonne la fourniture de services sociaux auprès des communautés juives européennes. Elle travaille en proche collaboration avec le Joint. Le CECJ est basé à Paris.  

## Présentation
Selon son site web, le CECJ est la plate-forme des organisations juives européennes actives dans les domaines sociaux, culturels, éducationnels et de la bienfaisance. Les membres du CECJ représentent des milliers de gens venus de tous les horizons du monde juif.
En tant qu'organisation juive pan-européenne, le CECJ partage les valeurs juives de base : 
- démocratie : chaque pays, quelles que soient sa taille et sa contribution financière dispose d'un vote et par là-même, tous les pays sont égaux en droit ;
- transparence : nous disons ce que nous faisons, nous faisons ce que nous disons ;
- solidarité : nous sommes responsables les uns des autres.

Les principaux domaines d'activité du CECJ sont :  
- la bienfaisance le bien-être des communautés ;
- l'éducation : les séminaires Arachim[1] et les stages ;
- la jeunesse et les sports ;
- la culture et la transmission des valeurs ;
- le développement des communautés et les centres communautaires juifs ;
- les réunions du CECJ et son travail en réseau.

Le CECJ a un statut de participant pour la dimension religieuse du dialogue interculturel auprès du Conseil de l'Europe.

## Historique
Le CECJ a été fondé en 1968 pour fonctionner comme un pont entre l'Europe orientale et l'Europe occidentale mais cette organisation ne connut quelque dynamisme qu'après la chute du rideau de fer.
En 1994, le CECJ admet l'Ukraine et crée un fonds de crise pour l'assistance aux communautés de l'ancienne Union soviétique.
Au début 2004, le CECJ rassemblait 70 organisations issues de 41 pays d'Europe (occidentale, central et orientale), de quelques pays anciennement soviétiques (Azerbaïdjan, Géorgie et Kazakhstan et de Turquie et de Tunisie. Ces organisations ne sont pas homogènes. L'Europe occidentale et centrale était principalement représentée par des organisations de secours social, alors que seuls quelques états disposent d'organisations fédérant leur communauté juive.
Nadav ʻAner, ancien directeur général adjoint de l'administration du cabinet du Premier ministre israélien, déplore en 2005 la faiblesse des organisations juives européennes, limitées au CECJ et au Congrès juif européen (CJE). Pour lui, le CECJ n'a aucune politique claire face aux difficultés des communautés juives européennes. Aucune institution juive n'est assez forte pour discuter avec l'Union européenne, particulièrement pour combattre l'antisémitisme. Quant à Sandra Lustig et Ian Leveson, ils écrivent carrément que l'activité du CECJ comme celle du CJE ne sont pas bien connues et que beaucoup de Juifs n'ont pas la moindre information à leur sujet, la raison en étant que le Juif de base n'a la possibilité de s'exprimer qu'au niveau local.
En octobre 2010, lors d'une session du CECJ à Berlin, l'Anglais Jonathan Joseph, président du CECJ depuis 2004, cède sa place à l'Ukrainien milliardaire et président de la Communauté juive ukrainienne Igor Kolomoïsky en l'absence de tout processus démocratique. Cette nomination semble marquer un tournant pour transformer le CECJ en organisation sioniste. Mais, dès le 29 mai 2011, les 30 délégués de 21 pays (Royaume-Uni, Russie, France, Bulgarie, Lettonie, Italie, République tchèque, Slovaquie , Allemagne, Grèce, Belgique, Suisse et autres pays) élisent un nouveau bureau avec le Tchèque Evan Z. Lazar comme président et adoptent de nouveaux statuts qui définissent le CECJ comme une association non politique et sans but lucratif à buts sociaux, culturels, éducationnels. Elle fédère les associations juives nationales (« association des associations », selon la formule des statuts). Les nouveaux statuts mettent l'emphase sur le développement des communautés plutôt que sur les problèmes politiques. Quant à Evan Z Lazar, il avait démissionné du CECJ lors de la nomination d'Igor Kolomoïsky en déclarant alors : « Le CECJ a toujours été une organisation européenne pour les Européens, pas nécessairement une organisation sioniste. »
En 2015, le CECJ reste impliqué dans l'action pour la restitution des propriétés juives spoliées lors de la Shoah.